# Clodoald

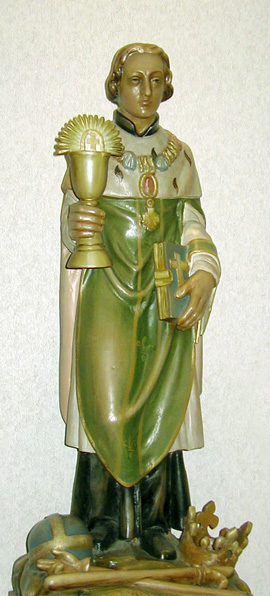
Standbeeld van Chlodoald of op zijn Frans, Saint Cloud

Chlodoaldus of Cloud (Orléans, rond 520 - Nogent (nu Saint-Cloud), rond 560), Frans heilige, was de jongste zoon van koning Chlodomer van Orléans en van de Bourgondische prinses Guntheuca.
Hij werd na het overlijden van zijn vader samen met zijn oudere broers Theodoaldus en Gunthar opgevoed door zijn grootmoeder Clothildis. Zijn ooms Clotharius en Childebert wilden het erfdeel van hun broer Chlodomer hebben en doodden in 524 de broers van Chlodoaldus, die zelf kon ontkomen. Chlodoaldus werd daarop onder invloed van Remigius van Reims priester. Hij zou een abdij in Nogent (nu Saint-Cloud) gesticht hebben. 
Zijn feestdag is op 7 september. Hij is de patroon van de nagelmakers.